# Steven Universe
Steven Universe és una sèrie de televisió estatunidenca que explica la història d'Steven Universe (amb la veu de l'actor de doblatge Zach Callison), un nen que lluita per protegir la seva ciutat natal, Beach City, juntament amb la Garnet (amb la veu d'Estelle Fanta Sarway), l'Amethyst (amb la veu de Michaela Dietz) i la Pearl (doblada per Deedee Magne Hall), tres guardianes alienígenes màgiques conegudes com les gemmes de cristall. La sèrie va ser renovada per a una quarta i cinquena temporada el 30 de març de 2016. El 21 de juliol de 2018, es va anunciar que la sèrie tindria una pel·lícula titulada Steven Universe: The Movie. Ha estat nominada en quatre ocasions al Premi Emmy en la categoria de «millor episodi curt d'animació».

## Història
La creadora d'Steven Universe és Rebecca Sugar, una dibuixant amb formació a l'Escola d'Arts Visuals de Nova York. L'any 2009 va començar a treballar a Cartoon Network gràcies a Pendleton Ward (responsable de la sèrie Adventure Time, «Hora d'aventures»), que la va contractar perquè supervisés els guions gràfics.
A partir de la segona temporada, va ser ascendida a guionista i va desenvolupar tasques tant productives com de composició de les cançons de les sèries en què treballava. Alguns dels seus episodis, com «It Came From the Nightosphere», «Fionna and Cake» i «What Was Missing», van tenir un gran èxit de crítica. Això va motivar que la cadena li oferís presentar un projecte de sèrie animada propi el setembre de 2012.
Davant d'aquesta proposta, Sugar va guionitzar i dibuixar el projecte d'Steven Universe el març de 2013. Mentrestant, treballava en el capítol «Simon & Marcy», que seria la seva última aparició a Adventure Time.
La idea de la sèrie va sorgir a partir d'una història autoconclusiva que l'autora havia escrit prèviament, Ballad of Margo and Dread, sobre un nen sensible que, amb la seva empatia, ajuda adolescents incapaços de verbalitzar els seus problemes.

### Desenvolupament
Com ja s'ha esmentat a l'apartat anterior, Rebecca Sugar va dur a terme el procés de guió i storyboard d'Steven Universe durant el març de 2013, mentre desenvolupava el capítol «Simon & Marcy» d'Adventure Time, el qual consistiria en la seva última aparició a la sèrie.
Per a l'episodi pilot, que compta amb set minuts de durada, va treballar amb la direcció de Genndy Tartakovsky. Encara que va ser filtrat el 21 de maig, l'estrena oficial correspon al 20 de juliol del mateix any. El debut oferia els primers detalls de la trama i atorgava les primeres pinzellades del caràcter dels seus protagonistes, amb un disseny i estil lleument diferents als que la sèrie va acabar adoptant. La següent setmana, la cadena va presentar aquest projecte a la Comic-Amb de Sant Diego, juntament amb les altres sèries també confirmades com Clarence i Uncle Grandpa, sèries d'èxit de Cartoon Network.
Cartoon Network va llançar els dos primers episodis d'Steven Universe el 4 de novembre de 2013. Així, esdevindria la primera sèrie del canal no creada per un home, sinó una persona no-binària. Inicialment tan sols havien contractat 13 episodis, però aviat la cadena va ampliar l'encàrrec a 26 i després a una temporada llarga de 52. Com a norma, la resta de temporades d'Steven Universe compten amb 26 capítols, excloent-te la cinquena, que en suma 32. Precisament van ser l'èxit de crítica i de públic que van motivar que la sèrie s'ampliés fins a una cinquena temporada.
Un cop acabada la sèrie, però, Cartoon Network encara va estrenar una pel·lícula basada en la sèrie, el 2 de setembre de 2019, Steven Universe: La pel·lícula, i el 7 de desembre d'aquell any es van estrenar els primers capítols d'Steven Universe Future, una sèrie limitada de la mateixa autora que funciona com a epíleg de la història i resol els conflictes emocional acumulats pel personatge durant la sèrie principal.

## Personatges
A la sèrie Steven Universe, els protagonistes són les «Gemmes de Cristall», unes guerreres extraterrestres d'anatomia antropomorfa que utilitzen els poders provinents de les seves gemmes, cadascuna amb armes i habilitats màgiques pròpies en funció de la pedra preciosa corresponent, per a protegir al món, i en especial la seva ciutat, Beach City, de qualsevol amenaça.

Steven Universe
L'Steven, el protagonista principal, que dona nom a la sèrie, és un nen petit amb una gemma incrustada al melic que ha heretat de la seva mare, morta al naixement d'aquest, Rose Quartz, l'antiga líder de les Gemmes de Cristall. Això el converteix en un híbrid mig humà, mig gemma, un ésser mai conegut abans.
Mentre l'Steven creix i aprèn a utilitzar els poders de la seva pedra, al llarg de la sèrie, viu amb les tres Gemmes de Cristall que encara queden en la Terra. D'aquesta manera, es familiaritza amb les missions i poders que ha heretat de la seva mare.

Granat
Com bé indica el nom, la seva pedra és un granat. A la sèrie, resulta de la fusió d'un safir i un rubí, dos gemmes de cristall que s'ajunten mitjançant un procés de fusió màgica.
El seu caràcter és fort i intuïtiu, i sovint actua com a guia espiritual de l'Steven. Posseeix l'habilitat de veure el futur, i la caracteritzen dos guants de metall robust que sovint utilitza com a arma.

Ametista
És un personatge bromista i eixelebrat, la més jove de les tres gemmes. La seva pedra és una ametista, i l'arma que la caracteritza, un fuet de tres punxes. Sovint actua com una espècie de germana gran de l'Steven, tot i que sense abandonar el rol de model.

Perla
És una perla perfeccionista i especialment protectora, sobretot envers l'Steven. S'encarrega de la seva educació en el sentit més acadèmic, sempre dins el context de les gemmes, i la seva arma és una llarga espasa envoltada per una espiral.

Greg Universe
Pare de l'Steven, músic que viu a la seva furgoneta i sempre es manté a prop de la casa de les gemmes, desenvolupant des de certa distància el rol de pare.

Altres personatges destacats són la Connie Maheswaran, la millor amiga de l'Steven, o altres amics de Beach City com l'Onion, el Lars i la Sadie Miller. També acabaran apareixent noves gemmes, com Lapislazuli, Peridot, Bismuth i Jasper.

## Argument i temàtiques
Rose, Garnet, Amethyst i Pearl, els membres originals de les Gemmes de Cristall, són supervivents d'una antiga civilització interestel·lar. Es van veure obligades a abandonar la seva llar, l'anomenat Homeworld (Món casa) fa mil·lennis, i ara estan establertes a Beach City, on neix l'Steven, meitat humà i meitat gemma. La majoria d'enemics als quals s'enfronten, ja siguin d'altres mons o a la Terra, són altres Gemmes que suposen una amenaça per a l'univers, per la qual cosa gairebé totes les aventures són sobrenaturals. Al llarg de la primera temporada es revela una trama complexa, que explica successos dels protagonistes en general i de les heroïnes en particular, en la seva lluita per salvar a la humanitat.
Steven Universe tracta gran varietat de temes, difícil d'encapsular en una sola cateogira. Parla sobre recomptes de la vida, realitza un examen de les dinàmiques familiars no convencionals, fa múltiples referències a la comunitat LGBT, homenatges a la cultura popular i ofereix una visió completa sobre els superherois, tant en el vessant occidental com des del gènere japonès de magical girl.
A diferència d'altres sèries de Cartoon Network que exploren la complexitat dels personatges durant la seva maduresa (com és el cas d'Adventure Time o Regular Show), aquesta sèrie afronta el creixement personal des de la innocència de la infància, ja que moltes de les situacions que marquen l'argument succeeixen abans que l'Steven neixi.
A més, és recurrent que als capítols es facin referència a sèries d'anime (com Sailor Moon, Utena, Dragon Ball,One Piece, Evangelion i Akira), videojocs, programes de televisió, música, literatura i fins i tot memes.

## Producció

### Guió
Als Estats Units, la classificació per edat d'Steven Universe és TV-PG (supervisió paternal). L'argument està pensat per a tots els públics.
Rebecca Sugar, que exerceix com a productora executiva, s'ocupa del disseny, l'animació i el so, però tot i així delega una notable part del treball als guionistes gràfics. En tot aquest procés, els supervisors de la cadena fan una primer revisió del guió i el retornen a l'equip amb anotacions i suggerències.
Les històries es viuen des del punt de vista de l'Steven. El personatge està inspirat en el germà petit de la Rebecca Sugar, Steven Sugar, el qual col·labora amb la sèrie com a dibuixant de fons.
A una entrevista per a The New York Times, Rebecca va expressar que el desenvolupament del protagonista en la sèrie reflecteix una etapa de la vida «on et sents còmode perquè tots et paren atenció, però també vols créixer i deixar de ser el petit». Això es fa notar tant en el procés de descobriment dels seus poders com a la relació amb els altres personatges de Beach City, la ciutat on viu.
El paisatge personal i biogràfic de l'autora també ha tingut n gran impacte sobre els escenaris d'Steven Universe. La fictícia Beach City, la ciutat costanera on viuen els protagonistes, és una recreació dels pobles de Rehoboth Beach, Bethany Beach i Dewey Beach a Delaware, on la família de Sugar passava les vacances.
Un dels aspectes més cuidats de la sèrie és el paper principal que adopten les dones. Les Gemmes de Cristall són de gènere femení, com la majoria de personatges rellevants (amb les excepcions de l'Steven i el Greg). Com explica Rebecca Sugar a una entrevista, des del primer moment la seva intenció va ser «trencar i jugar amb la semiòtica del gènere en l'animació infantil», ja que considera una absurditat haver de diferenciar entre programes per a nens i per a nenes. «Gaudia els programes clarament orientats a nens quan era petita i sé que el mateix passa a l'inrevés. Així que, per què no fer alguna cosa que tots puguin veure?».

### Animació
Steven Universe va ser produït a la seu de Cartoon Network Studios a Burbank (California). L'equip, amb la pròpia Rebecca amb el càrrec de productora executiva, inclou dibuixants, guionistes gràfics (encarregats de l'storyboard) i dissenyadors de personatges, entre d'altres. Actualment, l'encarregat de la direcció d'art és Ricky Cometa, i el de l'animació, Nick Demayo. Cal destacar també que Ian Jones-Quartey fou el productor executiu durant les tres primeres temporades.
El funcionament del procés d'animació consisteix en una idea de capítol, que es deriva a l'equip de guionistes gràfics, els quals simultàniament s'ocupen de diversos capítols. El mètode utilitzat és animació digital, remtada amb entintat i pintura digital.
Un cop el guió rep l'aprovació de Cartoon Network, s'envia tot el material (esbossos, dissenys i fons) amb instruccions a un estudi d'animació de Corea del Sud que completa el treball. Tot el procés es fa sota supervisió de l'equip de producció des dels Estats Units. En acabar-ho s'envia de tornada a Burbank per a afegir les veus, música i efectes sonors.

### Música
Els números de la sèrie d'Steven Universe estan composts per Rebecca Sugar, en col·laboració amb la resta de l'equip de guionistes. Utilitza estils molt diversos, que passen pel pop o el soft rock. Sempre es procura que les cançons tinguin una relació lògica amb l'argument, i fins i tot ajudin a avançar-lo, però l'autora sempre remarca que funcionen com a recurs ocasional per no forçar la creativitat.
Els acompanyaments musicals estan a càrrec Aivi & Surasshu, duo format per la pianista Aivi Tran i el músic de chiptune Steven «Surasshu» Velema, que també s'ocupen de la banda sonora. En cas de necessitar la intervenció d'un instrument de corda, es recorre al compositor de videojocs Jeff Ball.
Les cançons són interpretades pels propis actors de doblatge, alguns dels quals fins i tot compten amb experiència prèvia a la música professional. Per exemple, Estelle, l'actriu que interpreta a Garnet, és una cantant britànica de soul i R&B que va guanyar un Premi Grammy en 2009 a la millor col·laboració de rap per «American Boy». A més, tant Deedee Magne Hall (Perla) com Susan Egan (Rose) han estat actrius de teatre musical anteriorment a Steven Universe.

### Actors de veu
El repartiment original d'Steven Universe està format per actors de doblatge i cantants. L'Steven és interpretat per Zach Callison, que va començar a doblar la sèrie amb setze anys. Les veus de les Gemmes de Cristall són d'Estelle (Garnet), Michaela Dietz (Ametista) i Deedee Magne Hall (Perla). Entre els personatges secundaris destaquen noms com el productor Tom Scharpling (Greg Universe), la humorista Kate Micucci (Sadie) i l'actor Matthew Moy (Lars), entre d'altres. També hi ha hagut casos de cameos en algun episodi, com en el cas d'artistes famosos com Aimee Mann, Nicki Minaj i Sinbad.
El doblatge per a Llatinoamèrica es grava en els estudis d'Etcètera Group a Caracas (Veneçuela) sota la direcció d'Ángel Lugo, mentre que a Espanya els enregistraments són a càrrec de l'Estudi Deluxe 103 a Barcelona i Madrid sota la direcció de Joaquín Gómez. No existeix cap versió catalana de la sèrie.
La taula a continuació mostra els actors de veu originals i de doblatge a Llatinoamèrica i Espanya:

## Episodis
Els episodis d'Steven Universe tenen una durada general d'onze minuts, i la seva estrena pot variar depenent del context del propi capítol. El que es fa usualment és oferir un nou per setmana, però a vegades es duen a terme setmanes temàtiques (anomenades Steven Bomb) durant les quals s'estrenen cinc episodis per cada dia de la setmana, per a després fer una pausa. La primera vegada que es va programar una Steven bomb va ser amb motiu del final de la primera temporada i el començament de la segona, del 9 al 13 de març de 2015.
La temporada inicial va reunir fins a cinquanta-dos capítols, però a partir de la segona es va passar a vint-i-cinc episodis per temporada, exceptuant la cinquena i última, que en té 32, els cinc darrers agrupats en un sol capítol de quatre parts (Change your mind)
L'únic crossover que ha fet Steven Universe ha estat amb Uncle Grandpa, una altra sèrie
En la segona temporada es va fer un crossover amb Uncle Grandpa (Tito Yayo a Espanya). Malgrat que Steven Universe està dirigida a un públic diferenciat del d'Uncle Grandpa, les tendències sobrenaturals de totes dues sèries van propiciar la col·laboració.
Simultàniament a l'estrena dels capítols normals es va llençar al juliol de 2015 una sèrie de curtmetratges anomenada The Classroom Gems, en els quals Pearl, Amethyst i Garnet expliquen a l'Steven la naturalesa, història i habilitats de les gemmes de cristall.

## Pel·lícula
El 2 de setembre de 2019 es va estrenar un llargmetratge sobre la sèrie, titulat Steven Universe: The Movie, produït per Cartoon Network Studios i distribuït per Warner Bros. Television. La cinta no va tenir distribució en sales, sinó que va ser emesa directament per a televisió. L'equip de producció havia començat a treballar-hi el 2018. A la Comic-Amb de Sant Diego, van desvelar el projecte del film poc després que haguessin acabat de produir la cinquena temporada.
La pel·lícula es desenvolupa dos anys més tard del moment en què deixem l'Steven al final de la cinquena temporada. Així doncs, se'ns presenta un personatge més adult, ja amb 16 anys, encara vivint a Beach City amb les Gemmes. De sobte, però, el món idíl·lic que han construït durant els anys de pau és amenaçat per l'arribada d'Spinel, una gemma que antigament servia a Diamant Rosa i busca revenja pel dolor que li han causat.

## Premis i nominacions
| Any  | Premi                         | Categoria                                                                                           | Nominat                                                                                   | Resultat   |
| ---- | ----------------------------- | --------------------------------------------------------------------------------------------------- | ----------------------------------------------------------------------------------------- | ---------- |
| 2013 | Behind the Voice Actor Awards | Millor interpretació de veu masculina per un nen                                                    | Zach Callison (com Steven)                                                                | Guanyador  |
| 2014 | Premis Annie                  | Millor disseny de personatges per a televisió.                                                      | Danny Hynes i Colin Howard                                                                | Nominats   |
| 2014 | Premis Annie                  | Millor disseny de producció per a televisió.                                                        | Steven Sugar, Emily Walus, Sam Bosma, Doble ela Michalka i Amanda Winterstein(«Gem Glow») | Nominats   |
| 2014 | Young Artist Awards           | Millor interpretació de veu - Actor Jove                                                            | Zach Callison (com Steven)                                                                | Nominat    |
| 2014 | Behind the Voice Actor Awards | Millor interpretació de veu femenina protagonista en una sèrie de televisió - Comèdia/Musical       | Deedee Magne Hall (com a Perla)                                                           | Guanyadora |
| 2014 | Behind the Voice Actor Awards | Millor interpretació de veu femenina protagonista en una sèrie de televisió - Comèdia/Musical       | Michaela Dietz (com a Ametista)                                                           | Nominada   |
| 2014 | Behind the Voice Actor Awards | Millor interpretació de veu femenina secundària en una sèrie de televisió - Comèdia/Musical         | Kate Micucci (com Sadie)                                                                  | Nominada   |
| 2014 | Behind the Voice Actor Awards | Millor interpretació de veu femenina en un rol especial en una sèrie de televisió - Comèdia/Musical | Jennifer Paz (com Lapislázuli)                                                            | Guanyadora |
| 2014 | Behind the Voice Actor Awards | Millor interpretació de veu femenina en un rol especial en una sèrie de televisió - Comèdia/Musical | Susan Egan (com Rose Quartz)                                                              | Nominada   |
| 2014 | Behind the Voice Actor Awards | Millor repartiment de veus en una sèrie de televisió - Comèdia/Musical                              | Cast de Steven Universe                                                                   | Guanyadors |
| 2014 | Hall of Game Awards           | Caricatura més valorada                                                                             | Steven Universe                                                                           | Nominat    |
| 2015 | Premis Emmy                   | Millor episodi curt en una sèrie d'animació.                                                        | «Lion 3: Straight to Vídeo»                                                               | Nominat    |
| 2015 | James Tiptree Jr. Award       | Llista d'Honor                                                                                      | Rebecca Sugar, Steven Universe                                                            | Guanyadora |
| 2016 | Premis Annie                  | Millor programa per a TV d'audiència infantil                                                       | "Jail Break"                                                                              | Nominat    |
| 2016 | Premis Annie                  | Millor direcció en una producció per a televisió.                                                   | Ian Jones-Quartey (per "The Test")                                                        | Nominat    |
| 2016 | Premis Annie                  | Millor storyboarding en una producció per a televisió.                                              | Joe Johnston, Jeff Liu, and Rebecca Sugar (per "Jail Break")                              | Nominats   |
| 2016 | Kids' Choice Awards           | Caricatura favorita                                                                                 | Steven Universe                                                                           | Nominat    |
| 2016 | Teen Choice Awards            | Millor sèrie animada                                                                                | Steven Universe                                                                           | Nominat    |
| 2016 | Premis Emmy                   | Millor episodi curt en una sèrie d'animació.                                                        | «The Answer»                                                                              | Nominat    |
| 2017 | GLAAD Mitjana Awards          | Millor sèrie de comèdia                                                                             | Steven Universe                                                                           | Nominat    |
| 2017 | Teen Choice Awards            | Millor sèrie animada                                                                                | Steven Universe                                                                           | Nominat    |
| 2017 | Premis Emmy                   | Millor episodi curt en una sèrie d'animació.                                                        | «Mr. Greg»                                                                                | Nominat    |